# Weißkollm

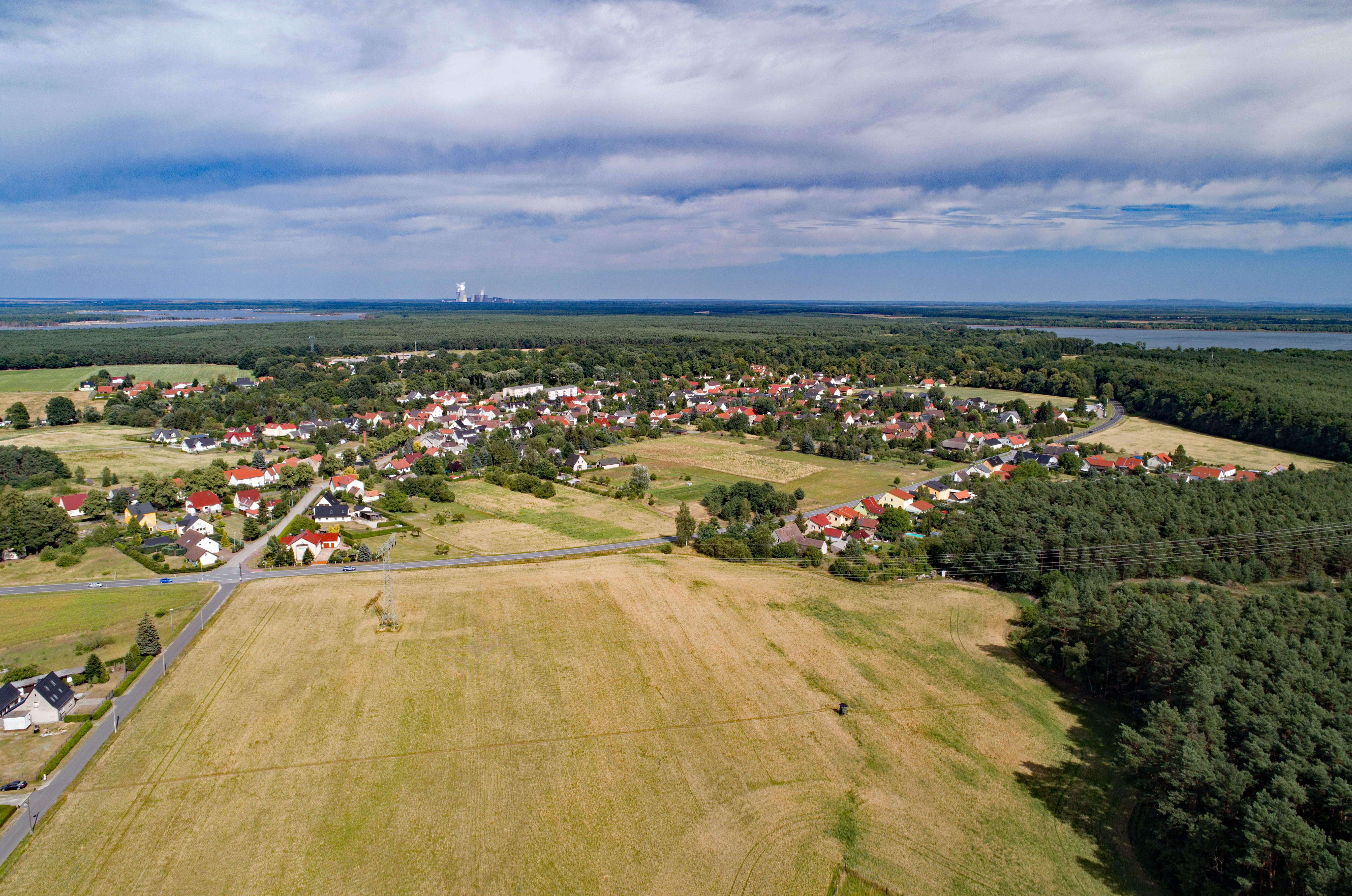
Luftbild

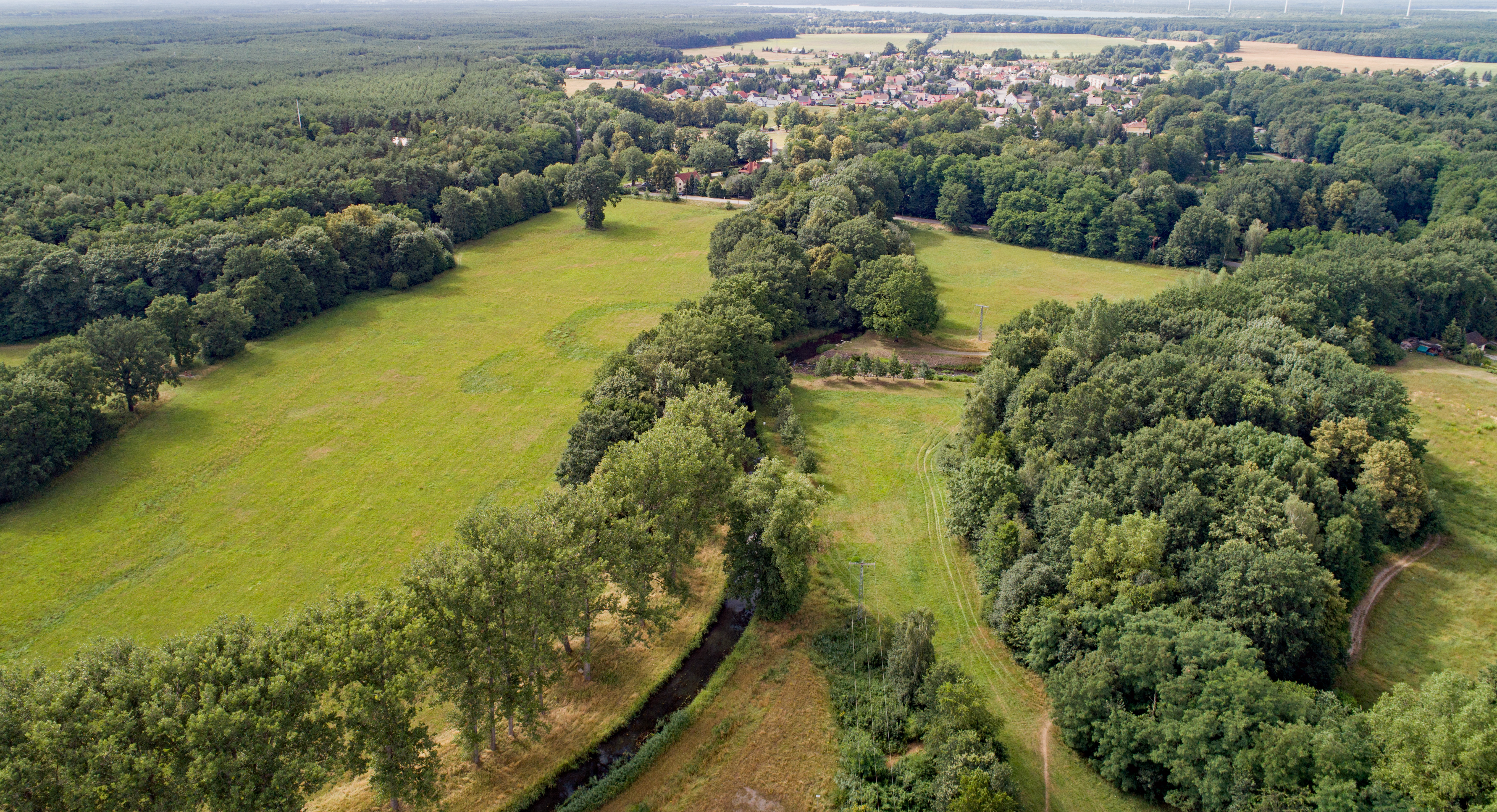
Kleine Spree südlich Weißkollm

Weißkollm, obersorbisch Běły Chołmcⓘ, ist mit rund 800 Einwohnern der drittgrößte Gemeindeteil Lohsas im Landkreis Bautzen in der Oberlausitz (Sachsen). Vor dem Zusammenschluss mit Lohsa am 1. Januar 1994 hatte die im sorbischen Siedlungsgebiet gelegene Gemeinde Weißkollm eine Fläche von 30,33 km² und etwa 900 Einwohner.

## Geografie
Weißkollm liegt im nördlichen Teil der Gemeinde Lohsa an der Kleinen Spree, etwa 10 Kilometer östlich von Hoyerswerda. Weißkollms Umgebung ist durch den Braunkohleabbau geprägt, der mehrere Restseen in der näheren Umgebung hinterlassen hat (Speicherbecken Lohsa II im Osten, Silbersee im Süden, Scheibe-See im Nordwesten).
Umliegende Orte sind Riegel und Tiegling im Nordwesten und Dreiweibern im Osten. Lohsa liegt etwa drei Kilometer südlich.

## Geschichte

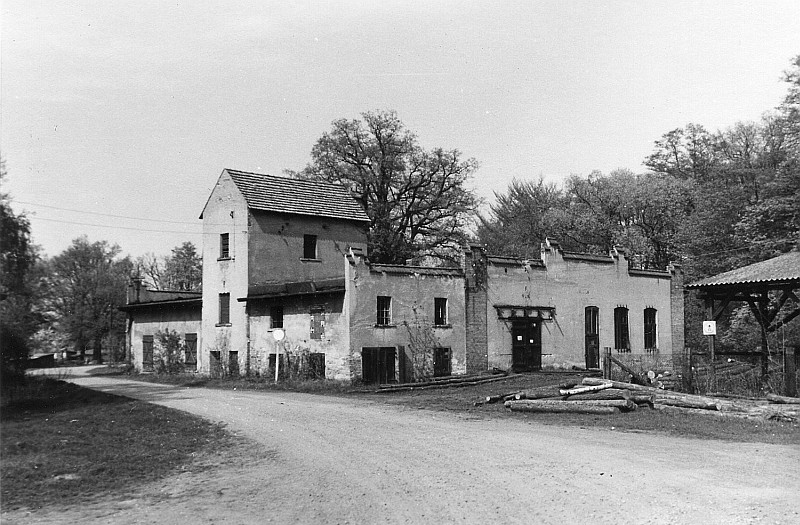
Weißkollmer Schneidemühle

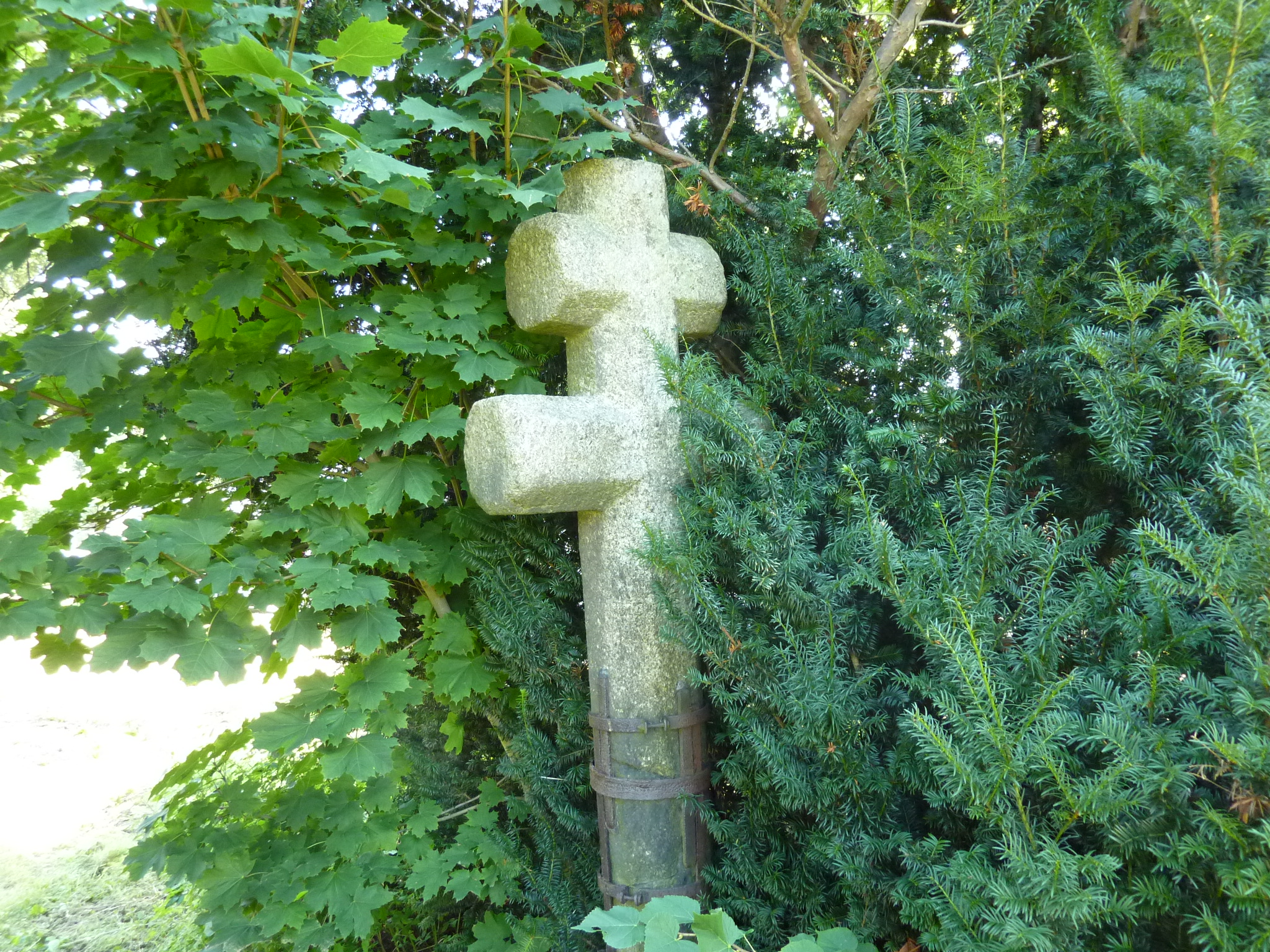
Steinkreuz in Weißkollm

### Ortsgeschichte
Durch archäologische Funde nördlich von Weißkollm wurde die Besiedlung der Gemarkung weit vor Beginn unserer Zeitrechnung nachgewiesen. In dem Gräberfeld wurde Gefäße und Scherben aus der Bronzezeit und der frühen Eisenzeit gefunden. Weißkollm wurde 1492 erstmals erwähnt. Der Ort war wahrscheinlich schon im 11. oder 12. Jahrhundert als Teil einer Siedlungsbrücke entlang der Kleinen Spree in Richtung Spremberg von Milzenern angelegt worden. Die als Rundweiler angelegte Siedlung ist ein slawisches Siedlungsmerkmal, während die später erfolgte Erweiterung des Rundweilers sowie die Aufteilung der Dorfflur in einer Streifenform einen Rückschluss auf germanische Einflüsse während der zweiten Phase der deutschen Ostsiedlung erlauben. Weißkollm gehörte wahrscheinlich seit der Christianisierung zum Kirchspiel Lohsa, belegt ist die Zugehörigkeit seit 1495.
Die Existenz eines feudalen Lehnsgutes ist seit 1536 belegt. Durch das Lehnsgut hatte Weißkollm, mit etwa 2250 Hektar, im Vergleich zu den umliegenden Orten eine riesige Flur.
Nach der 1815 erfolgten Abtretung des östlichen Teils der Oberlausitz von Sachsen an Preußen wurde Weißkollm dem 1825 gegründeten Landkreis Hoyerswerda zugeordnet. Etwa in der Mitte des Jahrhunderts wurde Tiegling eingemeindet. Von 1872 bis 1945 gehörte Weißkollm zum Amtsbezirk Lohsa.
Nach der Verwaltungsreform von 1952, die unter anderem die Aufteilung des Landkreises Hoyerswerda zur Folge hatte, wurde Weißkollm dem neuen Kreis Hoyerswerda zugeordnet.
Die Gemeinde Riegel, zu der seit 1938 Scheibe gehört, wurde nach einem Beschluss des Rats des Kreises 1979 nach Weißkollm eingemeindet. Im Folgejahr wurde der kurzfristige Aufschluss des Tagebaus Scheibe durch das Energieministerium der DDR beschlossen. Dies hatte den Ortsabbruch Scheibes in den Jahren 1986/1987 zur Folge. Bereits 1985 erfolgte in Dreiweibern ein Teilortsabbruch durch das Zusatzfeld Dreiweibern des Tagebaus Lohsa.
Am 1. Januar 1994 schlossen sich die Gemeinden Bärwalde, Hermsdorf/Spree, Litschen, Lohsa, Steinitz und Weißkollm zusammen. Die Gemeinde Weißkollm brachte die Orte Dreiweibern, Riegel, Tiegling und Weißkollm in die Einheitsgemeinde Lohsa ein.

### Bevölkerungsentwicklung
| Jahr                                                                        | Einwohner |
| --------------------------------------------------------------------------- | --------- |
| 1825¹                                                                       | 448       |
| 1871                                                                        | 538       |
| 1885                                                                        | 554       |
| 1905                                                                        | 716       |
| 1925                                                                        | 771       |
| 1933                                                                        | 746       |
| 1939                                                                        | 804       |
| 1946                                                                        | 1020      |
| 1950                                                                        | 1101      |
| 1964                                                                        | 1061      |
| 1990²                                                                       | 935       |
| 1993²                                                                       | 892       |
| 2007³                                                                       | 828       |
| 2009³                                                                       | 799       |
| 2016³                                                                       | 716       |
| ¹: ohne Tiegling 391 Einwohner ²: alle vier Gemeindeteile ³: Meldeamt Lohsa |           |

Im Rahmen des 1777 durchgeführten sächsischen Landesrezesses wurden in Weißkollm vier besessene Mann, fünf Gärtner und 15 Häusler gezählt. In Tiegling wirtschafteten ein Gärtner und fünf Häusler.
Bei der ersten gleichwertigen Volkszählung hatte Weißkollm 391 Einwohner, Tiegling hatte 57 Einwohner. In späteren Jahren wurde die Zahl für Tiegling nicht mehr gesondert erhoben.

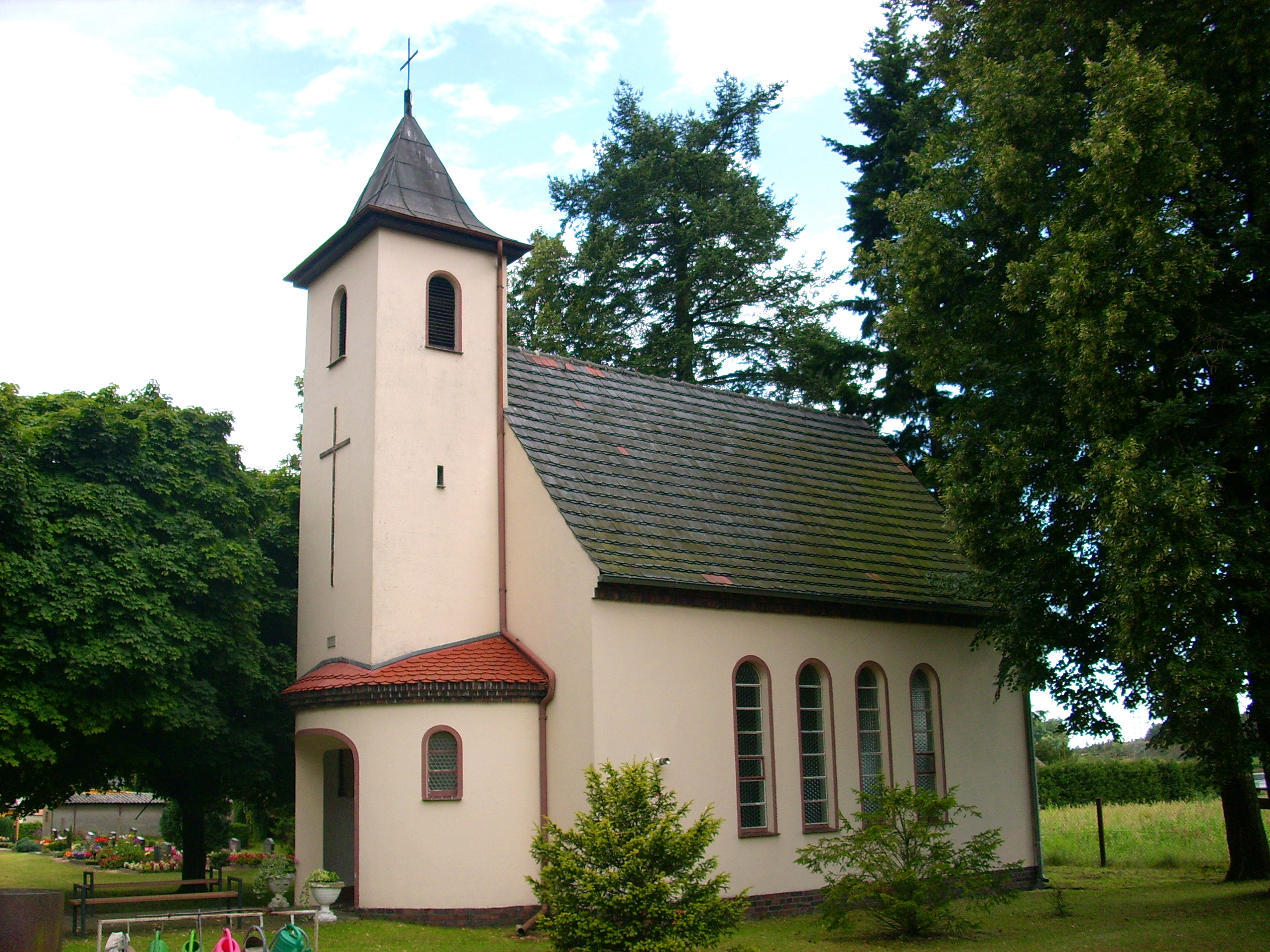
Friedhofskapelle in Weißkollm

Als der sorbische Wissenschaftler Arnošt Muka Anfang der 1880er Jahre die sorbischen Bevölkerungsanteile in den Orten der Lausitz ermittelte, hat er in Weißkollm und Tiegling 530 Sorben und 50 Deutsche ermittelt. Dies entspricht einem 91-prozentigen Anteil der Sorben an der Gemeindebevölkerung. Mit 580 Einwohnern liegt seine Zahl aus dem Jahr 1884 etwa fünf Prozent über dem Volkszählungsergebnis vom Dezember 1885, das 554 Einwohner für Weißkollm und Tiegling nennt.
Bis 1939 verdoppelte sich die Einwohnerzahl gegenüber dem Stand von 1825 nahezu und lag bei 800. Nach dem Ende des Zweiten Weltkriegs stieg die Einwohnerzahl der Gemeinde Weißkollm durch Flüchtlinge und Vertriebene auf über 1000 an und erreichte 1950 einen Stand von über 1100. Bedingt u. a. durch den Zuzug lag der sorbischsprachige Bevölkerungsanteil im Jahr 1956 laut Ernst Tschernik bei nur noch 46,4 %. Anders als in vielen anderen Gemeinden der Region fiel der Bevölkerungsrückgang in den folgenden vier Jahrzehnten relativ moderat aus, so dass Weißkollm 1994 knapp 900 Einwohner in die Einheitsgemeinde Lohsa einbrachte.

### Ortsname
Weißkollm (Běły Chołmc) und das etwa 20 Kilometer entfernt gelegene Schwarzkollm (Čorny Chołmc) führen die Namenspräfixe zum eigentlichen Ortsnamen Kollm erst seit dem 18. Jahrhundert. Wie bei Kollm bei Niesky geht der deutsche Ortsname Kollm direkt auf den sorbischen Ortsnamen chołm zurück, der eine Siedlung an oder auf einem Hügel benennt. Das Suffix -c, das bei den beiden Hoyerswerdaer Orten, nicht aber beim Nieskyer Kollm vorhanden ist, ist eine ältere Verkleinerungsform.

## Verkehr
Der mittlerweile abgerissene Bahnhof Weißkollm liegt an der Bahnstrecke Königswartha–Weißkollm und der Abzweig Weißkollm an der Bahnstrecke Knappenrode–Sornoer Buden. Über Letztere, die nur noch im Güterverkehr betrieben wird, verlief vormals die Zugverbindung zwischen den Bahnhöfen Hoyerswerda und Spremberg.